# Laura (serie animata)
Laura (草原の少女ローラ?, Sōgen no shōjo Rōra, lett. "Laura la ragazza delle praterie") è un anime giapponese del 1975 prodotto in 26 episodi dalla Nippon Animation e trasmesso sulla TBS. In Italia la serie è andata in onda per la prima volta dal 31 marzo 1982 su Canale 5 e successivamente su Italia 1 e Rete 4. La sigla italiana, di Mario Rasini e Augusto Martelli, pubblicata nell'aprile 1982 su etichetta Five Record, è cantata da Cristina D'Avena con il Coro di Paola Orlandi.
La storia ricalca le vicende dei libri per ragazzi scritti da Laura Ingalls Wilder, della collezione Little House series; l'anime fu creato anche sull'onda del successo ottenuto dalla serie televisiva statunitense La casa nella prateria. Come nei romanzi e nella serie televisiva la protagonista è Laura, che vive insieme alla sua famiglia nella prateria del nord America, dove i pionieri si fanno strada nella dura vita della frontiera.
L'adattamento animato, però, racconta eventi precedenti a quelli presentati nella serie televisiva, di cui rappresenta a tutti gli effetti un prequel. Infatti si basa sui primi libri autobiografici dall'autrice: Little House in the Big Woods (1932) e Little House on the Prairie (1935), in cui vengono raccontate le vicende della protagonista a partire da quando, all'età di cinque anni, arriva nel Wisconsin, dove suo padre costruisce una casa di tronchi nel territorio degli indiani Osage. La serie anime si conclude con la partenza della famiglia Ingalls alla volta del Kansas, che prelude ad un nuovo viaggio alla volta di Walnut Grove (Minnesota), dove si collocano le avventure raccontate nel serial La casa nella prateria.

## Doppiaggio
| Personaggio      | Doppiatore giapponese | Doppiatore italiano |
| ---------------- | --------------------- | ------------------- |
| Laura Ingalls    | Kazuko Sugiyama       | Federica Gianotti   |
| Mary             | Masako Sugaya         | Cinzia Mantegazza   |
| Charles Ingalls  | Hideo Nakamura        | Mimmo Craig         |
| Caroline Ingalls | Eiko Masuyama         | Liliana Feldman     |
| Carrie           | Yoneko Matsukane      | Elena Odino         |
| Mr. Edwards      | Masaaki Okabe         | Pietro Ubaldi       |
| Fitch            | Ryūji Saikachi        | Gianni Mantesi      |
| John             | Yoshiko Ōta           |                     |
| Jimmy            | Hiroko Maruyama       |                     |
| Freddy           | Yū Mizushima          |                     |
| Dr. Tan          | Yuzuru Fujimoto       |                     |

## Sigle
Sigla di apertura
Sōgen no shōjo Rōra (草原の少女ローラ? lett. "Laura la ragazza delle praterie") di Kumiko Ousugi.
Sigla di chiusura
Rōra no komoriuta (ローラの子守唄? lett. "La ninna nanna di Laura") di Kumiko Ousugi.
Sigla italiana
Laura cantata da Cristina D'Avena

## Episodi
| Nº | Titolo italiano Giapponese 「Kanji」 - Rōmaji - Traduzione letterale                                                        | In onda          | In onda |
| Nº | Titolo italiano Giapponese 「Kanji」 - Rōmaji - Traduzione letterale                                                        | Giapponese       |         |
| 1  | Un nuovo inizio 「大きな森の小さな家」 - Ooki na mori no chiisa na ie – "La piccola casa nella grande foresta"              | 7 ottobre 1975   |         |
| 2  | Il viaggio 「オオカミの子がやってきた」 - Ookami no ko gayattekita – "Il cucciolo di lupo è arrivato"                       | 14 ottobre 1975  |         |
| 3  | Dov'è Jack? 「みんなの宝もの」 - Minnano takara mono – "Il tesoro di tutti"                                                 | 21 ottobre 1975  |         |
| 4  | Di nuovo insieme 「ほろ馬車の少年」 - Horo basha no shōnen – "Il ragazzo sul carro"                                         | 28 ottobre 1975  |         |
| 5  | I lupi della prateria 「森の向うの新しい家」 - Mori no mū no atarashi i ie – "La nuova casa dall'altra parte della foresta" | 4 novembre 1975  |         |
| 6  | La nuova casa è finita 「滝であった子熊」 - Taki deatta ko kuma – "L'orsetto incontrato vicino alla cascata"                | 11 novembre 1975 |         |
| 7  | 「あこがれのカウボーイ」 - Akogareno kauboi – "Aspirante cowboy"                                                            | 18 novembre 1975 |         |
| 8  | 「子鹿は呼んでいる」 - Kojika ha yon deiru – "Il piccolo cerbiatto sta chiamando"                                           | 25 novembre 1975 |         |
| 9  | 「とうさんのつくった弾丸」 - Tōsannotsukutta dangan – "Il proiettile fatto dal padre"                                       | 2 dicembre 1975  |         |
| 10 | 「ヒゲのお客さん」 - Hige noo kyaku san – "Il cliente con la barba"                                                         | 9 dicembre 1975  |         |
| 11 | 「まいごの渡り鳥」 - Maigono wataridori – "L'uccello migratore"                                                             | 16 dicembre 1975 |         |
| 12 | 「サンタクロースはどこへいった?」 - Santakurosu hadokoheitta? – "Dove è andato Babbo Natale?"                               | 23 dicembre 1975 |         |
| 13 | 「吹雪に消えたとうさん」 - Fubuki ni kie tatōsan – "La tigre è scomparsa nella bufera di neve"                              | 30 dicembre 1975 |         |
| 14 | 「夢と希望!大平原への旅立ち」 - Yume to kibō! daiheigen heno tabidachi – "Sogni e speranze! Viaggio nelle Grandi Pianure"   | 6 gennaio 1976   |         |
| 15 | 「大冒険!氷の湖を渡る」 - Daibōken! koori no mizūmi wo wataru – "Grande avventura! Attraversare il lago ghiacciato"         | 13 gennaio 1976  |         |
| 16 | 「いなくなった犬のジャック」 - Inakunatta inu no jakku – "Jack, il cane scomparso"                                          | 20 gennaio 1976  |         |
| 17 | 「愛犬ジャック早く帰ってきて!」 - Aiken jakku hayaku kaette kite! – "Jack, il mio amato cane, torna presto a casa!"         | 27 gennaio 1976  |         |
| 18 | 「大草原のかわいい動物たち」 - Daisōgen nokawaii dōbutsu tachi – "Gli adorabili animali della grande prateria"              | 3 febbraio 1976  |         |
| 19 | 「早くつくって!新しい家」 - Hayaku tsukutte! atarashi i ie – "Costruisci velocemente! La nuova casa"                        | 10 febbraio 1976 |         |
| 20 | 「家をとりまいたオオカミの大群」 - Ie wotorimaita ookami no taigun – "Un grande branco di lupi circondava la casa"          | 17 febbraio 1976 |         |
| 21 | 「とうさんのつくった新しい家」 - Tōsannotsukutta atarashi i ie – "La nuova casa costruita da papà"                          | 24 febbraio 1976 |         |
| 22 | 「かわいい子牛がやってきた!」 - Kawaii kōshi gayattekita! – "Un tenero vitellino è arrivato!"                               | 2 marzo 1976     |         |
| 23 | 「命がけの井戸掘り」 - Inochi gakeno ido hori – "Scavare un pozzo mortale"                                                  | 9 marzo 1976     |         |
| 24 | 「大変なことが起こっちゃった!」 - Taihen nakotoga oko cchatta! – "È successo qualcosa di terribile!"                        | 16 marzo 1976    |         |
| 25 | 「わたしのお家が燃えちゃうわ」 - Watashinoo ie ga moe chauwa – "La mia casa sta bruciando"                                  | 23 marzo 1976    |         |
| 26 | 「友よ!いっぱい実って」 - Tomo yo! ippai minotte – "Amico! Abbondante raccolto"                                             | 30 marzo 1976    |         |